# Li Yu (pisarz)
Li Yu, chiń. 李漁 (ur. 1610, zm. 1680), znany też jako Li Liweng (李笠翁) – chiński poeta, prozaik i dramaturg.
Li Yu odebrał staranne wychowanie w duchu konfucjanizmu. Jego życie przypadało na burzliwy okres walk pomiędzy władcami z dynastii Ming i dynastii Qing. Po osiągnięciu wieku dojrzałego Li Yu planował zostać urzędnikiem. Po kilkakrotnym niepowodzeniu na egzaminach urzędniczych porzucił jednak ten zamiar. Założył własną księgarnię, z której się utrzymywał i poświęcił się pisaniu utworów literackich. Jego dramaty sceniczne spotkały się z życzliwym przyjęciem publiczności. Li Yu stworzył wkrótce zespół aktorów, z którymi wystawiał swoje dramaty. Był nie tylko reżyserem, ale i sam wcielał się w aktora. Zmarł w 1680 roku.